# Tejn
Tejn är ett litet fiskarsamhälle, beläget på den nordöstliga delen av Bornholm. Orten har 899 invånare (2017). Tejn har en av Bornholms största fiskerihamnar. 
Bornholms yngsta kyrka, Tejn kirke, ligger i Tejn och är byggd i funkisstil.